# Michèle Niau
Michèle Niau épouse Laborde, née le 26 novembre 1932 à Paris et morte le 23 avril 2020 à Montpellier, est une athlète française, spécialiste des courses de demi-fond.

## Biographie
Elle est sacrée championne de France du 800 mètres en 1961 à Colombes.
Son record personnel sur 800 m est de 2 min 13 s 0 (1959).